# 理查德·S·薩頓
理查德·S·薩頓（英語： FRS FRSC，1957/1958年 - ），加拿大電腦科學家，阿爾伯塔大學计算机科学系教授、Keen Technologies研究科学家，被认为是现代计算机强化学习领域的奠基人，对该领域有诸多突出贡献，包括时序差分学习和策略梯度算法。
2025年，他与安德魯·巴托共同获得图灵奖。